# Милољуб Албијанић
Милољуб Албијанић (Пожега, 8. јул 1967) српски је политичар, математичар и књижевник. Рођен је 8. јула 1967. у Тометином Пољу. Дипломирао је на Математичком факултету Универзитета у Београду, смер Нумеричка анализа, кибернетика и оптимизација. Професор је математике од 1995. до 2003, а од 2003. директор Електротехничке школе Никола Тесла у Београду и 2004. заменик директора Завода за унапређење образовања и васпитања. Народни посланик у Народној скупштини Републике Србије је од 2004. до 2008, а председник посланичког клуба од 2004. до 2006. Од 2007. професор је Анализе са алгебром у Математичкој гимназији у Београду, а од 2008. до 2013. био је директор Завода за уџбенике и наставна средства.